# Von-Mises-Verteilung
Die Von-Mises-Verteilung ist die Entsprechung der Normalverteilung für periodische Funktionen. Sie hat zwei Parameter, {\displaystyle \mu } für die Lage des Maximums und {\displaystyle \kappa } für die Schärfe der Verteilung. Die Funktion ist symmetrisch um ihr Maximum an der Stelle {\displaystyle \mu }. Für {\displaystyle \kappa =0} geht sie in die Gleichverteilung über. Für große {\displaystyle \kappa } geht sie in die (periodisch fortgesetzte) Normalverteilung mit Varianz {\displaystyle \sigma ^{2}=1/\kappa } über.
Die Von-Mises-Verteilung gilt im Bereich der zirkulären Statistik als die am einfachsten handhabbare Verteilungsfunktion. Sie hat die Eigenschaft, die Entropie zu maximieren, wenn lediglich das zirkuläre Mittel und die zirkuläre Varianz gegeben sind.
Sie ist nach dem österreichischen Mathematiker Richard von Mises benannt.
Summen mehrerer Von-Mises-Komponenten werden dann gegenüber der Fourier-Analyse bevorzugt, wenn die zu approximierende Funktion über weite Teile der Periode verschwindet, siehe die beiden letzten Beispiele:
- Häufigkeitsverteilung der Abflugrichtung von Brieftauben,
- Wahrscheinlichkeitsverteilung für die Hauptwindrichtung im Rahmen einer Vorhersage,
- Intensitätsverlauf des Radiosignals eines Pulsars,[3]

- Bayes-Schätzung mit mehrdeutigen Messungen.[4]

## Definition
Im Folgenden ist {\displaystyle x} entweder der geometrische Winkel in der Ebene oder der Phasenwinkel eines Signals. Die Dichtefunktion der Von-Mises-Verteilung lautet:
{\displaystyle f(x\mid \mu ,\kappa )={\frac {1}{2\pi I_{0}(\kappa )}}e^{\kappa \cos(x-\mu )}}
Der Faktor vor der Exponentialfunktion normiert das Integral der Funktion über eine Periode auf den Wert 1. Darin ist {\displaystyle I_{0}(\kappa )} die modifizierte Bessel-Funktion nullter Ordnung.

## Verallgemeinerungen
Die Von-Mises-Fisher-Verteilung verallgemeinert die Verteilung auf die Sphäre {\displaystyle S^{n-1}}.